# Jonathan Afolabi
Jonathan Afolabi (Dublin, 14 januari 2000) is een Iers voetballer van Nigeriaanse afkomst die doorgaans als aanvaller speelt. Hij komt in het seizoen 2024/25 uit voor SC Cambuur, dat hem huurt van KV Kortrijk.

## Clubcarrière

### Uitleenbeurten door Celtic
In augustus 2019 ondertekende Afolabi een driejarig contract bij Celtic FC. In januari 2020 leende de club hem een eerste keer uit: Afolabi mocht het seizoen uitdoen bij tweedeklasser Dunfermline Athletic. Op 1 februari 2020 maakte hij zijn profdebuut in de competitiewedstrijd tegen Queen of the South FC. In deze wedstrijd was Afolabi meteen goed voor een assist: na een klein kwartier kopte hij tegen de deklat, waarna Gabby McGill in de rebound de 1-1 binnenkopte. Zijn eerste doelpunt voor de club scoorde hij op 29 februari 2020 in de 2-0-competitiezege tegen Dundee United. Door de vroegtijdige stopzetting van de competitie vanwege de coronapandemie speelde Afolabi slechts zes officiële wedstrijden voor Dunfermline Athletic, waarin hij tweemaal scoorde.
Op 29 september 2020 werd aangekondigd dat Afolabi in het seizoen 2020/21 op huurbasis bij tweedeklasser Dundee FC zou spelen. Op 24 oktober 2020 opende hij zijn doelpuntenrekening voor de club: op de tweede competitiespeeldag maakte hij het enige doelpunt in de 1-0-zege tegen Greenock Morton FC. Op 2 januari 2021 legde hij vanop de strafschopstip de 3-1-eindscore vast tegen de latere kampioen Heart of Midlothian, en op 6 april 2021 scoorde hij het tweede doelpunt in de 0-3-zege tegen Ayr United. Op 9 januari 2021 scoorde dwong hij met zijn late goal tegen Bonnyrigg Rose FC ook verlengingen af in de Scottish Cup, waarna het uiteindelijk nog 3-2 werd in het voordeel van Dundee. Op het einde van het seizoen kroonde Dundee FC zich tot vicekampioen, waarna de club zich van promotie naar de Scottish Premiership door de maat te nemen van Raith Rovers FC en Kilmarnock FC in de play-offs. Afolabi kwam in deze play-offs niet aan spelen toe.
Op 2 augustus 2021 werd Afolabi opnieuw voor een seizoen uitgeleend, ditmaal aan tweedeklasser Ayr United. In februari 2022 werd Afolabi door Celtic vroegtijdig teruggehaald bij The Honest Men, waar hij in zestien officiële wedstrijden slechts eenmaal had gescoord. De club stalde hem meteen voor de rest van het seizoen bij derdeklasser Airdrieonians FC. Daar scoorde hij in zijn tweede officiële wedstrijd, en tevens eerste basisplaats, meteen het enige doelpunt in de 0-1-competitiezege tegen Peterhead FC. Afolabi, die een week na zijn goal 90 minuten meespeelde tegen Clyde FC maar vervolgens acht wedstrijden op rij invaller was, legde tijdens die achtste invalbeurt de 0-5-eindscore vast op bezoek bij Clyde FC. Door de tweede plaats van Airdrieonians in de reguliere competitie kroonde Afolabi zich in het seizoen 2021/22 voor het tweede seizoen op rij tot vicekampioen. Ditmaal mocht hij wél aantreden in de promotie-playoffs, met succes zowaar: in de terugwedstrijd van de halve finale tegen Montrose FC had hij met een goal en twee assists een aandeel in de knotsgekke 6-4-zege na verlengingen, die de 1-0-nederlaag in de heenwedstrijd goedmaakte. Airdrieonians kon de klus evenwel niet afwerken in de finale, waarin het na verlengingen sneuvelde tegen Queen's Park FC.

### Bohemians Dublin
Op 5 augustus 2022 kondigde de Ierse eersteklasser Bohemians Dublin FC dat het Afolabi, wiens contract bij Celtic was afgelopen, had vastgelegd. Na drie invalbeurten in de competitie kreeg hij op 26 augustus 2022 zijn eerste basisplaats van trainer Keith Long. De bekerwedstrijd tegen Lucan United, waarin hij de 0-2-eindscore vastlegde, was meteen wel zijn laatste wedstrijd van het seizoen, want Afolabi liep een blessure op die hem maandenlang aan de kant hield.
In het seizoen 2023 brak Afolabi helemaal door. In zijn eerste achttien competitiewedstrijden van het seizoen scoorde de Nigeriaanse Ier slechts twee keer, maar trainer Declan Devine bleef het vertrouwen in hem als basisspeler behouden. Afolabi bedankte voor het vertrouwen door in de zomermaanden zes competitiewedstrijden op rij te scoren, goed voor acht goals in zes wedstrijden. Daartussen leidde hij zijn club ook naar de volgende ronde van de FAI Cup door in de wedstrijd tegen Shelbourne FC het enige doelpunt te scoren. Mede dankzij tweeklappers tegen Sligo Rovers en Cork City in het najaar sloot Afolabi het seizoen af als (gedeeld) topschutter van de competitie: net als Jack Moylan van Shelbourne FC scoorde hij vijftien competitiegoals. Zowel Afolabi als Moylan maakten op het einde van het seizoen deel uit van het PFAI Team of the Year. Drie dagen voor de bekendmaking van dit elftal had Afolabi in de bekerfinale tegen St. Patrick's Athletic FC zijn twintigste goal van het seizoen gemaakt. Die was weliswaar niet genoeg voor een prijs, want St. Patrick's Athletic scoorde nadien nog driemaal en won uiteindelijk de finale.

### KV Kortrijk
In december 2023 ondertekende Afolabi een contract tot medio 2026 bij KV Kortrijk, dat op dat moment laatste stond in de Jupiler Pro League.

### SC Cambuur
Op 2 september 2024 werd bekend dat Afolabi werd verhuurd aan SC Cambuur. Op 16 september maakte Afolabi zijn debuut in de thuiswedstrijd tegen Roda JC Kerkrade. Hij viel in voor Tony Rölke. Een week later maakte hij zijn basisdebuut tegen Jong Utrecht en scoorde direct zijn eerste doelpunt uit een strafschop. Cambuur heeft een optie tot koop.

## Interlandcarrière
Afolabi nam in 2019 met Ierland –19 deel aan het EK onder 19 in Armenië. Afolabi kreeg van bondscoach Tom Mohan een basisplaats in de groepswedstrijden tegen Noorwegen (1-1-gelijkspel), Frankrijk (0-1-verlies) en Tsjechië (2-1-winst). In die 2-1-zege tegen Tsjechië opende Afolabi in de eerste helft de score. In de 4-0-nederlaag tegen Portugal in de halve finale kwam Afolabi niet aan spelen toe. Na afloop van het toernooi werd Afolabi opgenomen in het Elftal van het Toernooi, samen met onder andere Ferran Torres Eric García en Arnau Tenas.

## Erelijst
| Individueel                                  |    |      |
| Topscorer League of Ireland Premier Division | 1x | 2023 |

1 Jansen ·
2 Caschili ·
3 Smand ·
5 Poll ·
6 Van Mullem ·
7 Balk ·
8 Kieftenbeld ·
9 Afolabi ·
10 De Jong ·
11 Alhaft ·
12 Diemers  ·
14 Casas ·
15 Ottesen ·
16 Galvez ·
17 Nartey ·
18 Rölke ·
19 De Leeuw ·
20 Nieling ·
21 Schaapman ·
22 Reiziger ·
23 Minnema ·
24 Jonker ·
25 Marsman ·
26 Mercera ·
27 Kooistra ·
28 Souren ·
29 Pauwels ·
30 Van der Veen ·
31 Renkel ·
33 Priem ·
41 Henstra ·
43 Bakkati ·
44 Potma ·
99 Hilterman ·
Coach: De Jong
· Assistent-coach: Burghout
· Assistent-coach: Reinsma
· Keeperstrainer: Van der Vlag